# Liste der Mitglieder der Deutschen Akademie der Naturforscher Leopoldina/1721
Die Liste der Mitglieder der Deutschen Akademie der Naturforscher Leopoldina für 1721 enthält alle Personen, die im Jahr 1721 zum Mitglied ernannt wurden. Insgesamt gab es sechs neu gewählte Mitglieder.

## Mitglieder
| Nr. | Name                         | Beiname        | Geboren       | Aufnahme | Gestorben     | Bild                    | Datenbank |
| --- | ---------------------------- | -------------- | ------------- | -------- | ------------- | ----------------------- | --------- |
| 351 | Julius Pontedera             | Athamas        | 7. Mai 1688   | 12. Feb. | 3. Sep. 1757  |                         | 6059      |
| 352 | Friedrich Mauritius Hoffmann | Heliodorus II. | 1683          | 24. Jun. | 7. Juli 1722  |                         | 3867      |
| 353 | Georg Sigismund Liebezeit    | Nileus         | 11. Nov. 1689 | 24. Jul. | 30. Nov. 1739 |                         | 4964      |
| 354 | Johann Schultze              | Alcmaeon       | 12. Mai 1687  | 27. Aug. | 10. Okt. 1744 | Johann Heinrich Schulze | 6577      |
| 355 | Johann Georg Kulm            | Philotes       | 26. März 1680 | 11. Sep. | 6. Nov. 1731  |                         | 4801      |
| 356 | Johann Adam Kulm             | Philumenus II. | 23. März 1689 | 11. Sep. | 30. Mai 1745  | Johann Adam Kulmus      | 4800      |